# Martin I Goupy
Pour les articles homonymes, voir Goupy.
Martin I Goupy est un architecte français du XVIIIe siècle mort à Paris le 26 juin 1765.

## Biographie
Issu d'une famille d'architectes et d'entrepreneurs, Martin Goupy était l'oncle de l'architecte et entrepreneur Claude-Martin Goupy (1730-1793).
Il épousa Marie Madeleine Petiot dont il eut un enfant, Martin Jean Baptiste Goupy de Monville (1746-1813), qui fut notaire au Châtelet de Paris puis commissaire des guerres.
Élève de l'architecte Antoine Desgodets (1653-1728) à l'Académie royale d'architecture dans les années 1720, Goupy, qui était alors devenu expert-bourgeois, publia son cours en 1748 à partir de ses propres notes et de celles de ses condisciples sous le titre : Les Loix des bâtiments suivant la coutume de Paris, traitant de ce qui concerne les servitudes réelles, les rapports des jurés-experts, les réparations locatives.
Il vivait rue Saint-Jacques, près de Saint-Yves, en 1728 et rue de la Grande-Truanderie en 1740. Titulaire d'un office d'expert-bourgeois, il construisit dans l'un et l'autre quartier quelques jolies maisons parisiennes de style Louis XV. En 1748, il présenta le projet d'une place Louis-XV à établir sur le quai de Conti.

## Réalisations et principaux projets
- Immeuble angle rue Saint-Jacques et rue de la Bretonnerie, Paris (5e arrondissement), 1729 : Immeuble construit par Goupy pour lui-même. Le permis de construire en encoignure fut délivré par le Châtelet de Paris le 4 octobre 1729[5]. Visible sur le plan de Turgot, cet immeuble a disparu lors de l'ouverture de la rue Soufflot.
- Immeubles Dumet et Robillard, rue Comtesse-d'Artois (aujourd'hui nos 15-17 rue Montorgueil), Paris (2e arrondissement), 1729-1730 : Deux immeubles contigus pour lesquels on voit Goupy négocier avec Robillard et l'épicier Nicolas Dumet, d'une part, avec Dumet et la veuve Chenot, d'autre part, la participation financière de chacun à la construction des murs mitoyens. Il obtient également pour la veuve Chenot l'autorisation d'étayer provisoirement sa propre maison[6].
- Immeuble Dubuisson, no 29 rue de la Parcheminerie, Paris (5e arrondissement), 1735-1736 : Lors de la construction de cet immeuble, Goupy obtint l'autorisation d'étayer et négocia la mitoyenneté entre le Sr Dubuisson et Me Juliennet, notaire, dont François Debias-Aubry était l'architecte, no 45 rue de la Harpe[7].
- Immeuble angle rue Jean-Saint-Denis et rue Saint-Jean-de-Beauvais, Paris (1er arrondissement), 1736 : Goupy obtint pour lui-même du Châtelet de Paris, le 17 mai 1736, la permission de bâtir en encoignure[8]. Cet immeuble voisin du palais du Louvre a disparu sous le Premier Empire lors du percement de la rue de Rivoli.
- Immeuble rue des Prouvaires, Paris (1er arrondissement), 1739 : Immeuble construit par Goupy pour lui-même. Il obtint des Trésoriers de France la permission de créer un balcon de onze pieds de long sur la rue. Le marché de construction fut reçu par Me Tournois, notaire, le 15 septembre 1739[9].
- Immeuble rue Française, Paris (1er arrondissement), 1740 : Immeuble construit par Goupy pour lui-même. Le projet fut reçu par notaire[10]. L'immeuble a disparu lors de l'ouverture de la rue Étienne-Marcel.
- Immeuble rue Tireboudin (rue Marie-Stuart), Paris (2e arrondissement), 1742 : Immeuble construit par Goupy pour lui-même pour lequel il obtint permis d'étayer[11].
- Maison Daumont, rue Saint-Martin, Paris, 1757[12].
- En 1762, il recevait encore des honoraires d'un Sieur Darras[13].

## Publications
- Antoine Babuty Desgodets et Martin Goupy, Les Loix des bâtiments suivant la coutume de Paris, traitant de ce qui concerne les servitudes réelles, les rapports des jurés-experts, les réparations locatives, S.l., 1748 (nombreuses rééditions[14])

### Sources
- Robert Carvais, « L’ancien droit de l’urbanisme et ses composantes constructive et architecturale, socle d’un nouvel “ars” urbain aux XVIIe et XVIIIe siècles. Jalons pour une histoire totale du droit de l’urbanisme », Revue d'Histoire des Sciences Humaines, vol. 1, no 12,‎ 2005, p. 17-54 (ISBN 2912601312, lire en ligne)
- Michel Gallet, Les Architectes parisiens du XVIIIe siècle : Dictionnaire biographique et critique, Paris, Éditions Mengès, 1995, 494 p. (ISBN 2-85620-370-1)
- « Généalogie Goupy », sur www.genea-bdf.org (consulté le 1er mars 2010)